# John Wark
John Wark   (Glasgow, 4 d'agost de 1957) és un exfutbolista escocès de la dècada de 1980.
Pel que fa a clubs, defensà els colors de l'Ipswich Town la major part de la seva carrera, tot i que també jugà a Liverpool i Middlesbrough.
Fou internacional amb la selecció de futbol d'Escòcia amb la qual participà a la Copa del Món de futbol de 1982.

## Referències

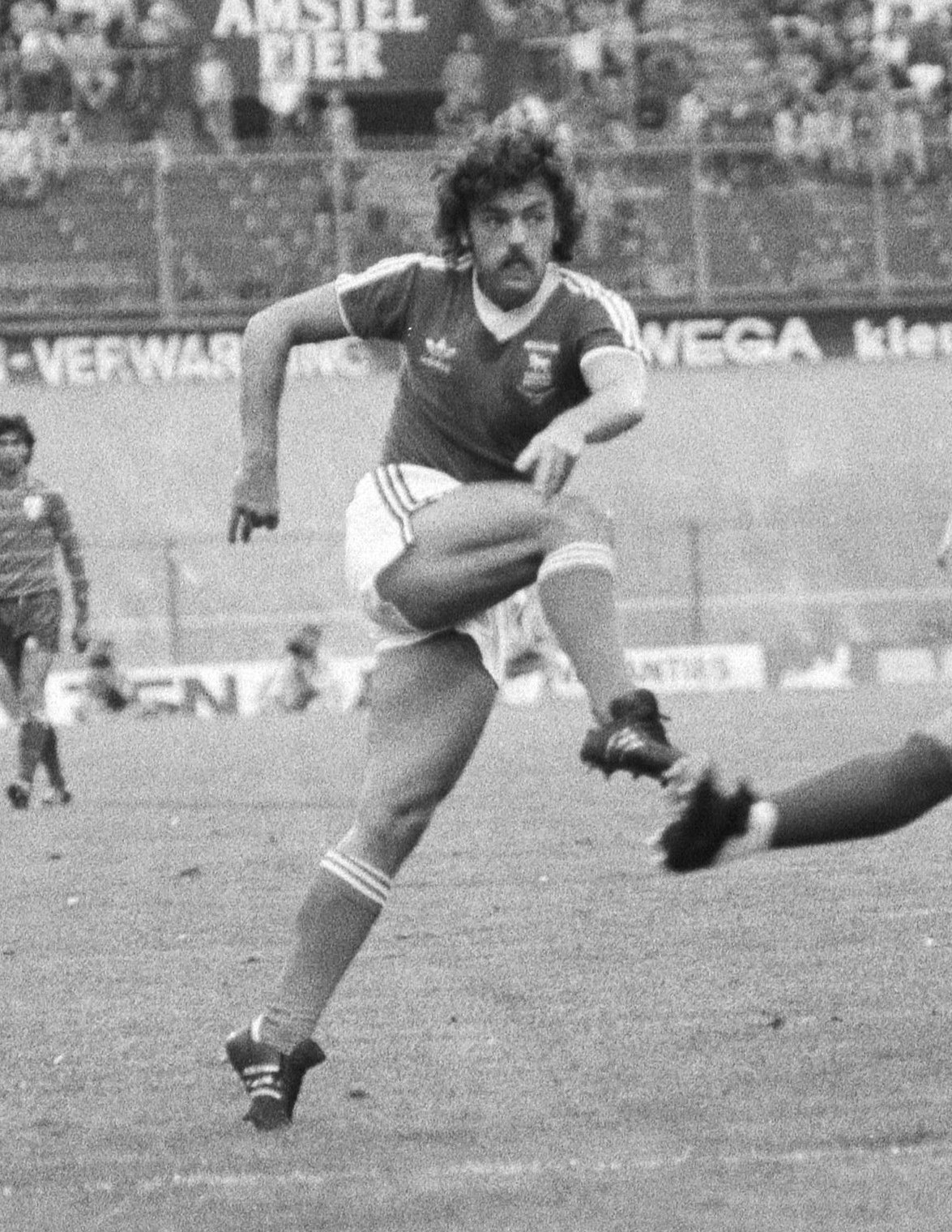
John Wark el 1981.